# Tullgrenella selenita
Tullgrenella selenita är en spindelart som beskrevs av Galiano 1970. Tullgrenella selenita ingår i släktet Tullgrenella och familjen hoppspindlar. Inga underarter finns listade i Catalogue of Life.